# Calliphara
Calliphara is een geslacht van wantsen uit de familie van de Scutelleridae (Pantserwantsen). Het geslacht werd voor het eerst wetenschappelijk beschreven door Ernst Friedrich Germar in 1839.

## Soorten
Het genus bevat de volgende soorten:

- Calliphara bifasciata (White, 1842)
- Calliphara billardierii (Fabricius, 1803)
- Calliphara bipunctata Lehemann, 1920
- Calliphara caesar (Vollenhoven, 1863)
- Calliphara dimidiata (Dallas, 1851)
- Calliphara excellens (Burmeister, 1834)
- Calliphara imperialis (Fabricius, 1775)
- Calliphara lanceolata Distant, 1903
- Calliphara munda Stål, 1866
- Calliphara nobilis (Linnaeus, 1763)
- Calliphara placida Breddin, 1905
- Calliphara praslinia (Guérin-Méneville, 1838)
- Calliphara regalis (Fabricius, 1775)
- Calliphara regia (Westwood, 1837)
- Calliphara solomonensis Lyal, 1979
- Calliphara vollenhoveni Lyal, 1979